# Éditions Circonflexe
Circonflexe est une maison d'édition jeunesse indépendante française.

## Historique
Circonflexe doit sa création, en septembre 1989, au groupe Rue des écoles. L'équipe fondatrice se compose de Paul Fustier (responsable éditorial jusqu'en 2008), Bruno Heitz, François Lemarchand, Fatiha Djiaba (responsable éditorial jusqu'en 2023), Benoît Rouillard et Philippe Sylvestre (président-directeur général et directeur de la publication jusqu'en juillet 2022).
En avril 2019, la société achète le fonds des éditions Mouck.
En juillet 2022, le groupe Rue des écoles auquel appartient Circonflexe est racheté par la société Miscellane dirigée par Didier Ballot.

## Catalogue
Maison d'édition au projet éditorial ambitieux, Circonflexe séduit grâce à ses albums originaux qui laissent à voir et à penser. Depuis ses débuts, l'équipe éditoriale s'emploie « à faire des albums et des livres éducatifs ou des livres-jeux innovants à la fois dans le concept, le ton, dans la forme et dans l'illustration hors de la production "traditionnelle" qui a court dans le domaine. Les trois mots d'ordre sont : innovation, intérêt graphique et pédagogie. »
Depuis sa création, Circonflexe a publié plus de 600 titres de littérature de jeunesse, des créations originales et des achats de droit. Parmi les personnages emblématiques figurent notamment la petite grenouille de Voutch, Jojo de Bruno Heitz, Petit Ours de Greg Foley ou encore les mythiques Shadoks de Jacques Rouxel qui ont bercé la jeunesse de beaucoup de Français. Circonflexe s'attache également « à publier des livres anciens ou venus d'ailleurs qui ont marqué l'histoire du livre ».
Depuis la parution en 2012 de Mon imagier de la langue des signes française par Olivier Marchal, le catalogue intègre des ouvrages adaptés : livres en gros caractères ou en braille pour les lecteurs malvoyants ou ayant des difficultés de lecture, mais aussi des ouvrages de découverte et d’initiation à la langue des signes française (LSF). [réf. nécessaire] Convaincue de l'importance de ces modes d’apprentissage, Circonflexe et ses partenaires s'associent pour proposer des livres à partager, en phase d’éveil, en difficulté d’apprentissage ou en situation de handicap.

## Collections
Les collections créées en collaboration avec La Joie par les livres :
• Lancée en 1990, « Aux couleurs du monde » est une sélection des meilleurs albums documentaires parus à l'étranger et doit ses débuts à deux ouvrages japonais : Le Livre, 5 000 ans d'histoire, une histoire du livre vue du Japon par Masuro Tsujimura, et Histoire du Japon en images par Shigeo Nishimura.[source insuffisante].
• La collection « Aux couleurs du temps », créée en 1991, rassemble des classiques de la littérature de jeunesse : des rééditions de chefs-d’œuvre oubliés comme Macao et Cosmage par Edy Legrand — « Ce livre, initialement publié en 1919, a été l'un des premiers albums à privilégier le visuel. » — L'Arche de Noé (1925) par André Hellé, l'un des maîtres de l'art enfantin et des publications d'inédits, en provenance de l'étranger et traduits pour la première fois en français, comme Les Trois Ours de Leonard Leslie Brooke (Angleterre, 1903), Le Vilain Petit Canard d'Andersen illustré par Theo van Hoytema (Hollande, 1893), les albums du fameux dessinateur et caricaturiste français Benjamin Rabier (La vache qui rit, le canard Gédéon), ou encore des auteurs-illustrateurs très connus aux États-Unis : Paul Galdone Remy Charlip, Maurice Sendak, Arnold Lobel.[réf. nécessaire]
« Et, comme pour clairement signifier qu'il ne s'agit pas de reproduire à l'identique des albums anciens, les Éditions Circonflexe redessinent systématiquement les couvertures, [...] ajoutant une notice [...] et un court-avant propos qui situent l'artiste et son travail [...]. Si l'enfant est donné comme destinataire premier de ces rééditions, il n'en est donc certainement pas le destinataire exclusif ! Il s'agit bien de former aussi l’œil des adultes et de construire un corpus de l'histoire de l'album pour enfants dans la culture du 20e siècle. ».
Créée en collaboration avec la Bibliothèque internationale pour la jeunesse (de) de Munich, « Aux couleurs de l'Europe » a pour objet de présenter une sélection de classiques de la littérature enfantine de plusieurs pays européens.

## Millepages
Circonflexe exploite également le label Millepages qui s'adresse particulièrement aux plus jeunes. « Proposer une gamme plus étendue avec une diffusion plus large », c'est le but recherché en créant la maison d'éditions Millepages. » Créés dans une optique pédagogique, Millepages proposent essentiellement des livres d'éveil. À travers les différentes collections (Mots et Langues, Jeux et Activités, Comptines et Chansons, etc.), l'enfant fait ses premières découvertes, ses premiers apprentissages.

## Récompenses
- Prix Chronos de littérature Alzheimer 2023 - « Aborder la maladie d'Alzheimer autrement », pour Tu te souviens de moi ?, de Phil Cummings et Owen Swan[14]
- Prix Unicef de littérature jeunesse, 2023 sur le thème « Un air de famille », catégorie 3-5 ans, pour Encore cinq minutes..., de Marta Altés[15]
- Prix Chronos de littérature Alzheimer 2022 - « Aborder la maladie d'Alzheimer autrement », pour Les Ballons du souvenir, de Jessie Oliveros et Dana Wulfekotte[14]
- Prix des Incorruptibles 2019-2020, pour Il n'y a pas de dragon dans cette histoire, de Lou Carter et Deborah Allwright, Catégorie CP[16]
- Prix des Incorruptibles 2019-2020, pour Papa Coin Coin ! de Rosalinde Bonnet, Catégorie Maternelle[16]
- Prix des Incorruptibles 2017-2018, Catégorie CP, pour Drôles de vacances de Gilad Soffer [17]
- Prix « Je lis, j'élis » 2017, Catégorie Maternelle - CP, pour Le roi c'est moi ! de Marta Altés[18]
- Prix des Incorruptibles 2016-2017, Catégorie CE1, pour Deux drôles de bêtes dans la forêt de Fiona Roberton[19]
- Prix des Incorruptibles 2014-2015, Catégorie Maternelle, pour Non ! de Marta Altés[20]
- Prix Tatoulu 2013, pour Max et son art de David Wiesner[21]
- Prix des Incorruptibles 2004-2005, Catégorie CE2-CM1, pour Le Roi qui valait 4 euros 50 d'André Bouchard[22]
- Prix Matty Chiva 2005, pour Goûte au moins ! de Maïa Brami et Barroux[23]
- Prix Mouvement pour les villages d'enfants 2008, Catégorie Cadet (7-10 ans), pour La Petite Grenouille qui avait mal aux oreilles de Voutch[24]
- Prix Mouvement pour les villages d'enfants 2007, Prix Jury Enfants, mention Junior, pour 2 ou 3 enfants bien dodus pour 9 personnes d'André Bouchard
- Prix La Science se livre 2005, Catégorie 4-8 ans, pour La Vie. Une histoire de l'évolution de Steve Jenkins[25]
- Prix Sorcières 2002 pour Les Trois Cochons de David Wiesner
- Prix Bernard Versele 2002 pour Le Bol magique de Jim Aylesworth
- Prix Chrétien de Troyes 1998 pour Le roi de la grande savane de Voutch[26]
- Prix Jacques Asklund 1998 pour L'agenda du nouvel instit de Bruno Heitz[27]